# Sopron-referendum

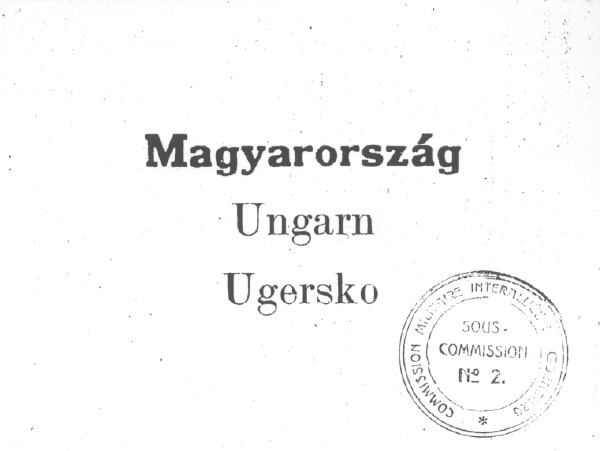
Stembriefje voor Hongarije in het Hongaars, Duits en Kroatisch

Het Sopron-referendum was een volksraadpleging die van 14 tot 16 december 1921 plaatsvond in de Hongaarse stad Sopron. De bevolking kreeg de keuze tussen aansluiting bij Oostenrijk of behoren tot Hongarije. Oostenrijk wilde Sopron (Duits: Ödenburg) tot de hoofdplaats van Burgenland maken. Het resultaat van het referendum was dat Sopron bij Hongarije bleef. 

## Achtergrond
Het gebied van het huidige Burgenland en Sopron behoorde van oudsher bij het Koninkrijk Hongarije, al was het gebied overwegend Duitstalig. Na het uiteenvallen van Oostenrijk-Hongarije aan het einde van de Eerste Wereldoorlog werd Burgenland, inclusief Sopron/Ödenburg en omgeving, volgens het Verdrag van Saint-Germain en het Verdrag van Trianon aan het nieuwe Oostenrijk toebedeeld. De grootmachten die als overwinnaars uit de oorlog waren gekomen, gunden de verliezers van de oorlog niet veel, en al zeker niet aan Hongarije, waar in 1919 een communistische radenrepubliek was opgericht.

### Venetiëprotocol

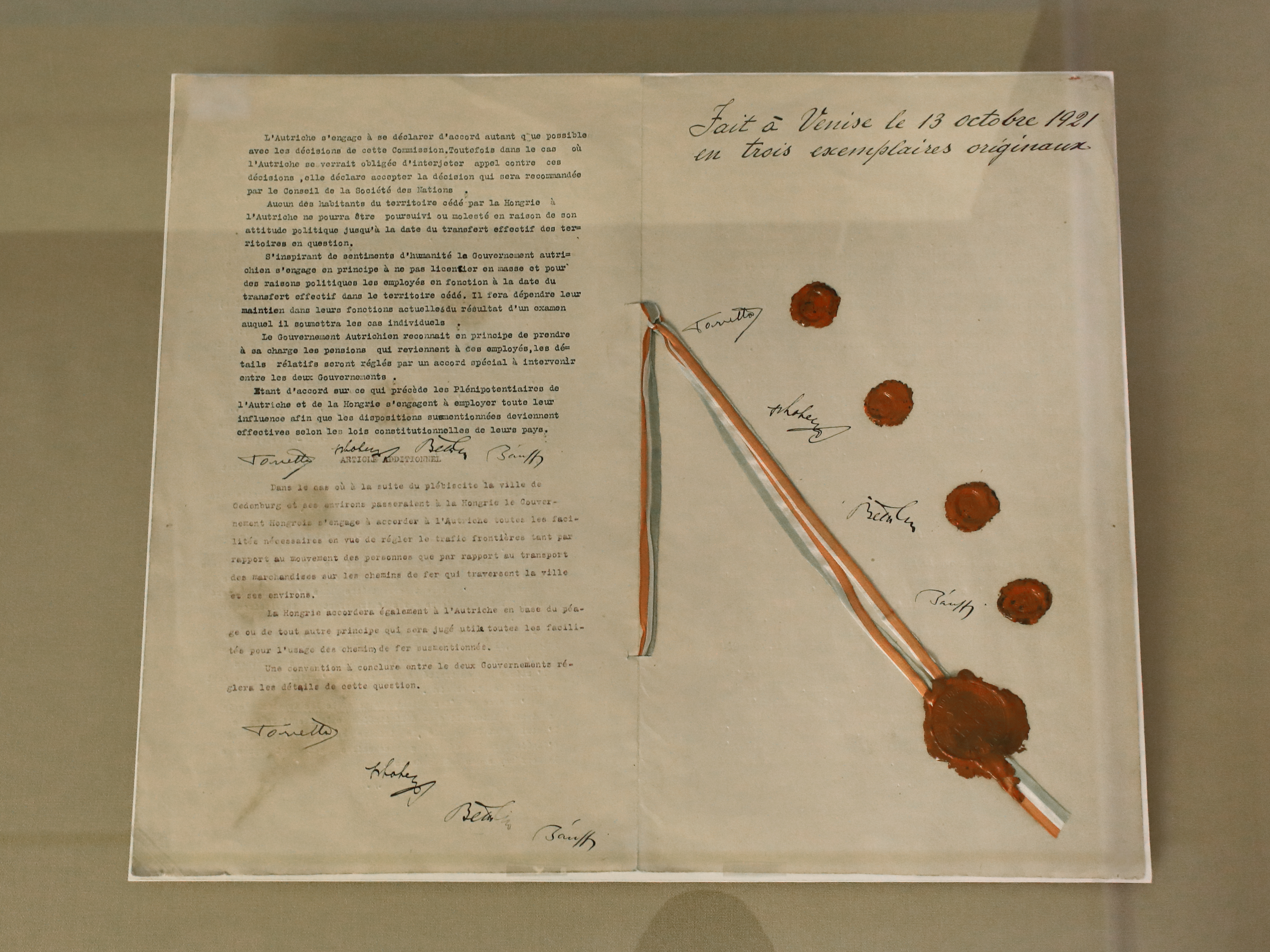
Venetiëprotocol

Toen na de val van de radenrepubliek een rechts-autoritair regime onder leiding van Miklós Horthy aan de macht kwam in Hongarije, weigerde het land zich zomaar bij deze beslissing neer te leggen en probeerde zijn regering onder leiding van István Bethlen op territoriaal vlak nog iets uit de brand te slepen voor Hongarije. Hongaars buitenlandminister Bánffy verzocht zijn Tsjecho-Slowaaks ambtgenoot Beneš om bemiddeling, maar toen de Italiaanse regering hiervan hoogte kreeg, stelde deze prompt een conferentie in Venetië voor, waarbij Italië zelf als bemiddelaar zou optreden. De Italiaanse overheid vreesde in geval van Tsjecho-Slowaakse bemiddeling namelijk voor de totstandkoming van een Slavische corridor tussen Tsjecho-Slowakije en Joegoslavië. Op deze conferentie werd op 13 oktober 1921 het zogenaamde Venetiëprotocol ondertekend: 
- Oostenrijk stond een referendum toe in Sopron en omgeving;
- Hongarije verplichtte zichzelf ertoe de pro-Hongaarse opstandelingen onder leiding van Pál Prónay en Gyula Ostenburg, die het niet-erkende republiekje Lajtabánság hadden uitgeroepen, binnen de drie weken uit Burgenland te verwijderen en het gebied aan Oostenrijk over te dragen.

## Het referendum

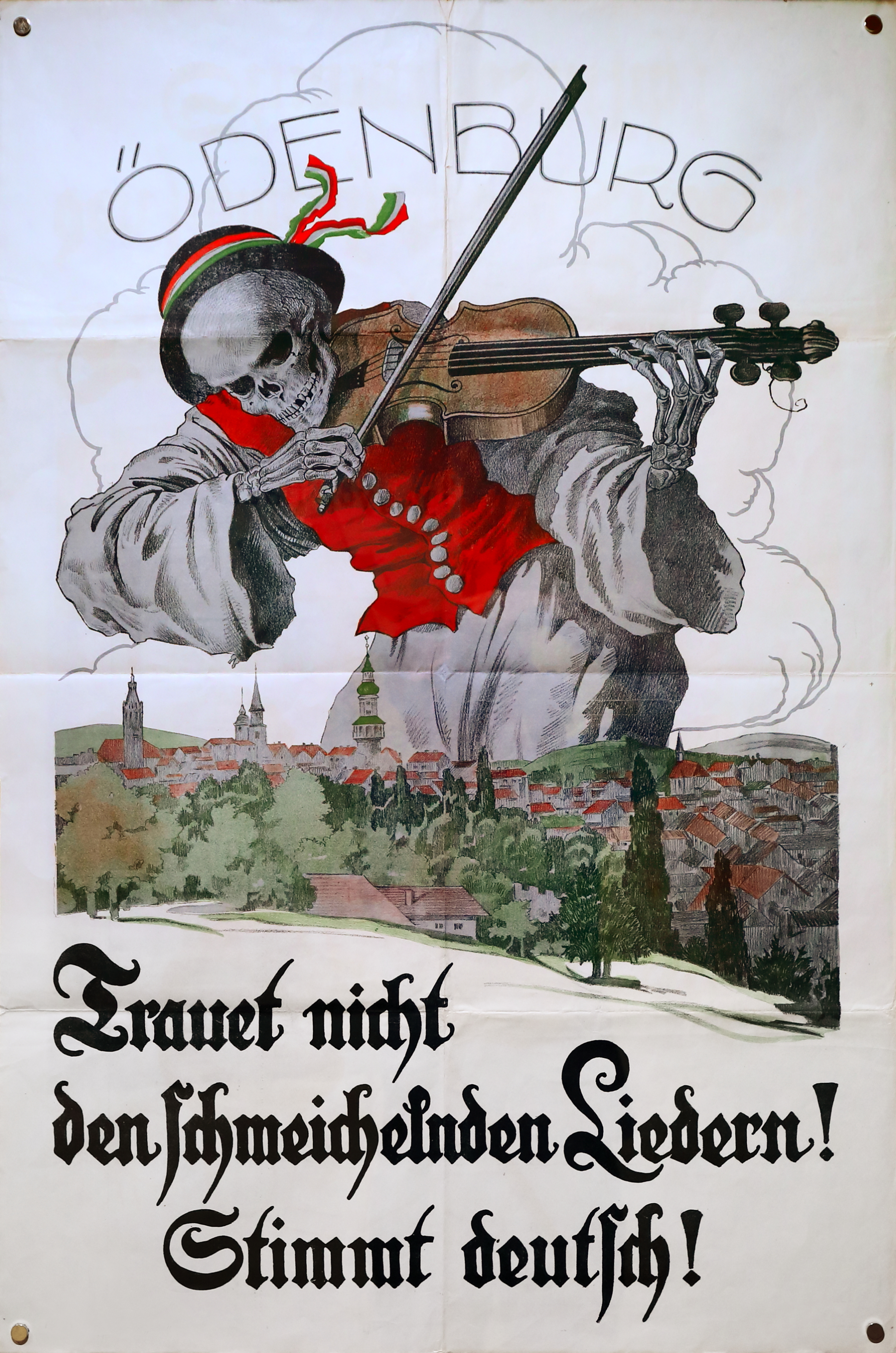
Pro-Oostenrijkse propaganda: "Vertrouw de vleierige liedjes niet! Stem Duits!"

Hoewel het Venetiëprotocol uitdrukkelijk iedere vorm van agitatie verbood, kwam het in de aanloop naar het referendum toch tot propaganda van beide kanten. Het referendum zelf vond in de stad Sopron plaats op 14 december en in de acht omliggende dorpen op 16 december. De kiezers kregen een oranje-geel stembriefje voor Oostenrijk en een blauw voor Hongarije en moesten het stembriefje verscheuren van het land waar ze niet voor stemden.
Van de 27.069 stemgerechtigden maakten 24.063 gebruik van hun stem, waarvan 502 ongeldig. In totaal stemden 15.338 kiezers voor Hongarije (65,1%) tegenover 8.223 voor Oostenrijk. In de stad zelf was de voorkeur voor Hongarije veel sterker (72,8%) dan in de omliggende dorpen (45,4%). Enkele dorpen die voor Oostenrijk hadden gestemd (Fertőrákos, Ágfalva, Balf, Harka en Sopronbánfalva), bleven desondanks bij Hongarije. De dorpen Fertőboz, Kópháza en Nagycenk kozen wel met grote meerderheid voor Hongarije.
Na het referendum volgden er beschuldigingen van Oostenrijkse zijde dat het referendum oneerlijk zou zijn verlopen, deze beschuldigen werden echter van Hongaarse kant tegengesproken. Het Sopron-referendum zorgde voor een belangrijke en duurzame vrede tussen Oostenrijk en Hongarije. Oostenrijk legde zich uiteindelijk neer bij het resultaat van het plebisciet en in Hongarije vormde het een bescheiden succes voor de regering-Bethlen in haar pogingen om de grenzen, opgelegd door het Verdrag van Trianon te herzien. Na het referendum vormde de Oostenrijks-Hongaarse grens nooit meer een doelwit van deze pogingen.